# Estonia tại Thế vận hội
Sau khi tuyên bố độc lập khỏi Nga năm 1918, Estonia lần đầu tiên tham dự Thế vận hội như một quốc gia riêng vào năm 1920, mặc dù Ủy ban Olympic quốc gia của nước này đến năm 1923 mới được thành lập. Đoàn vận động viên (VĐV) Estonia tham gia Thế vận hội cho tới khi Estonia trở thành một phần của Liên Xô năm 1940. Tại Thế vận hội Mùa hè 1980, môn thuyền buồm được tổ chức thi đấu ở thủ đô Tallinn. Sau thời kỳ thuộc Liên Xô (kết thúc năm 1991), Estonia liên tục tham gia các kỳ Thế vận hội. Estonia chủ yếu giành được huy chương các môn vật (11), cử tạ (7), trượt tuyết băng đồng (7) và điền kinh (6).

## Bảng huy chương

### Huy chương tại các kỳ Thế vận hội Mùa hè
| Thế vận hội         | Số VĐV                                      | Vàng                                        | Bạc                                         | Đồng                                        | Tổng số                                     | Xếp thứ                                     |
| 1896–1904           | không tham dự                               | không tham dự                               | không tham dự                               | không tham dự                               | không tham dự                               | không tham dự                               |
| 1908–1912           | tham gia như một phần của Đế quốc Nga (RU1) | tham gia như một phần của Đế quốc Nga (RU1) | tham gia như một phần của Đế quốc Nga (RU1) | tham gia như một phần của Đế quốc Nga (RU1) | tham gia như một phần của Đế quốc Nga (RU1) | tham gia như một phần của Đế quốc Nga (RU1) |
| Antwerpen 1920      | 14                                          | 1                                           | 2                                           | 0                                           | 3                                           | 14                                          |
| Paris 1924          | 44                                          | 1                                           | 1                                           | 4                                           | 6                                           | 17                                          |
| Amsterdam 1928      | 20                                          | 2                                           | 1                                           | 2                                           | 5                                           | 16                                          |
| Los Angeles 1932    | 2                                           | 0                                           | 0                                           | 0                                           | 0                                           | –                                           |
| Berlin 1936         | 37                                          | 2                                           | 2                                           | 3                                           | 7                                           | 13                                          |
| 1948–1988           | tham gia như một phần của Liên Xô (URS)     | tham gia như một phần của Liên Xô (URS)     | tham gia như một phần của Liên Xô (URS)     | tham gia như một phần của Liên Xô (URS)     | tham gia như một phần của Liên Xô (URS)     | tham gia như một phần của Liên Xô (URS)     |
| Barcelona 1992      | 37                                          | 1                                           | 0                                           | 1                                           | 2                                           | 34                                          |
| Atlanta 1996        | 43                                          | 0                                           | 0                                           | 0                                           | 0                                           | –                                           |
| Sydney 2000         | 33                                          | 1                                           | 0                                           | 2                                           | 3                                           | 47                                          |
| Athens 2004         | 42                                          | 0                                           | 1                                           | 2                                           | 3                                           | 64                                          |
| Bắc Kinh 2008       | 47                                          | 1                                           | 1                                           | 0                                           | 2                                           | 46                                          |
| Luân Đôn 2012       | 32                                          | 0                                           | 1                                           | 1                                           | 2                                           | 63                                          |
| Rio de Janeiro 2016 | 45                                          | 0                                           | 0                                           | 1                                           | 1                                           | 78                                          |
| Tokyo 2020          | chưa diễn ra                                |                                             |                                             |                                             |                                             |                                             |
| Tổng số             | Tổng số                                     | 9                                           | 9                                           | 16                                          | 34                                          | 52                                          |

### Huy chương tại các kỳ Thế vận hội Mùa đông
| Thế vận hội                 | Số VĐV                                  | Vàng                                    | Bạc                                     | Đồng                                    | Tổng số                                 | Xếp thứ                                 |
| Chamonix 1924               | không tham dự                           | không tham dự                           | không tham dự                           | không tham dự                           | không tham dự                           | không tham dự                           |
| St. Moritz 1928             | 2                                       | 0                                       | 0                                       | 0                                       | 0                                       | –                                       |
| Lake Placid 1932            | không tham dự                           | không tham dự                           | không tham dự                           | không tham dự                           | không tham dự                           | không tham dự                           |
| Garmisch-Partenkirchen 1936 | 5                                       | 0                                       | 0                                       | 0                                       | 0                                       | –                                       |
| 1948–1988                   | tham gia như một phần của Liên Xô (URS) | tham gia như một phần của Liên Xô (URS) | tham gia như một phần của Liên Xô (URS) | tham gia như một phần của Liên Xô (URS) | tham gia như một phần của Liên Xô (URS) | tham gia như một phần của Liên Xô (URS) |
| Albertville 1992            | 20                                      | 0                                       | 0                                       | 0                                       | 0                                       | –                                       |
| Lillehammer 1994            | 26                                      | 0                                       | 0                                       | 0                                       | 0                                       | –                                       |
| Nagano 1998                 | 20                                      | 0                                       | 0                                       | 0                                       | 0                                       | –                                       |
| Thành phố Salt Lake 2002    | 17                                      | 1                                       | 1                                       | 1                                       | 3                                       | 17                                      |
| Torino 2006                 | 26                                      | 3                                       | 0                                       | 0                                       | 3                                       | 12                                      |
| Vancouver 2010              | 30                                      | 0                                       | 1                                       | 0                                       | 1                                       | 25                                      |
| Sochi 2014                  | 25                                      | 0                                       | 0                                       | 0                                       | 0                                       | –                                       |
| Pyeongchang 2018            | 22                                      | 0                                       | 0                                       | 0                                       | 0                                       | –                                       |
| Bắc Kinh 2022               | chưa diễn ra                            | chưa diễn ra                            | chưa diễn ra                            | chưa diễn ra                            | chưa diễn ra                            | chưa diễn ra                            |
| Tổng số                     | Tổng số                                 | 4                                       | 2                                       | 1                                       | 7                                       | 27                                      |

### Huy chương theo môn thể thao Mùa hè
| Thế vận hội | Vàng | Bạc | Đồng | Tổng số | Xếp thứ |
| ----------- | ---- | --- | ---- | ------- | ------- |
| Đấu vật     | 5    | 2   | 4    | 11      | 17      |
| Điền kinh   | 2    | 1   | 3    | 6       | 50      |
| Cử tạ       | 1    | 3   | 3    | 7       | 31      |
| Xe đạp      | 1    | 0   | 0    | 1       | 30      |
| Chèo thuyền | 0    | 2   | 1    | 3       | 34      |
| Quyền Anh   | 0    | 1   | 0    | 1       | 59      |
| Judo        | 0    | 0   | 3    | 3       | 46      |
| Thuyền buồm | 0    | 0   | 2    | 2       | 44      |
| Total       | 9    | 9   | 16   | 34      | 52      |

### Huy chương theo môn thể thao Mùa đông
| Thế vận hội           | Vàng | Bạc | Đồng | Tổng số | Xếp thứ |
| --------------------- | ---- | --- | ---- | ------- | ------- |
| Trượt tuyết băng đồng | 4    | 2   | 1    | 7       | 7       |
| Tổng số               | 4    | 2   | 1    | 7       | 27      |

## VĐV giành huy chương

### Thế vận hội Mùa hè
| Huy chương | VĐV | Thế vận hội         | Môn thi đấu | Nội dung                         |
| ---------- | --- | ------------------- | ----------- | -------------------------------- |
| Vàng       | Alfred Neuland                                                                                                  | Antwerpen 1920      | Cử tạ       | Hạng nhẹ (nam)                   |
| Bạc        | Jüri Lossmann                                                                                                   | Antwerpen 1920      | Điền kinh   | Marathon (nam)                   |
| Bạc        | Alfred Schmidt                                                                                                  | Antwerpen 1920      | Cử tạ       | Hạng lông (nam)                  |
| Vàng       | Eduard Pütsep                                                                                                   | Paris 1924          | Đấu vật     | Vật cổ điển hạng gà (nam)        |
| Bạc        | Alfred Neuland                                                                                                  | Paris 1924          | Cử tạ       | Hạng trung (nam)                 |
| Đồng       | Aleksander Klumberg                                                                                             | Paris 1924          | Điền kinh   | Mười môn phối hợp (nam)          |
| Đồng       | Jaan Kikkas | Paris 1924          | Cử tạ       | Hạng trung (nam)                 |
| Đồng       | Harald Tammer                                                                                                   | Paris 1924          | Cử tạ       | Hạng nặng (nam)                  |
| Đồng       | Roman Steinberg                                                                                                 | Paris 1924          | Đấu vật     | Vật cổ điển hạng trung (nam)     |
| Vàng       | Osvald Käpp | Amsterdam 1928      | Đấu vật     | Vật tự do hạng nhẹ (nam)         |
| Vàng       | Voldemar Väli                                                                                                   | Amsterdam 1928      | Đấu vật     | Vật cổ điển hạng lông (nam)      |
| Bạc        | Arnold Luhaäär                                                                                                  | Amsterdam 1928      | Cử tạ       | Hạng nặng (nam)                  |
| Đồng       | 6 mét (keelboat) Tutti V: Nikolai Vekšin, William von Wirén, Eberhard Vogdt, Georg Faehlmann, Andreas Faehlmann | Amsterdam 1928      | Thuyền buồm | Thuyền 6 mét (nam)               |
| Đồng       | Albert Kusnets                                                                                                  | Amsterdam 1928      | Đấu vật     | Vật cổ điển hạng trung (nam)     |
| Vàng       | Kristjan Palusalu                                                                                               | Berlin 1936         | Đấu vật     | Vật cổ điển hạng nặng (nam)      |
| Vàng       | Kristjan Palusalu                                                                                               | Berlin 1936         | Đấu vật     | Vật tự do hạng nặng (nam)        |
| Bạc        | Nikolai Stepulov                                                                                                | Berlin 1936         | Quyền Anh   | Hạng nhẹ (nam)                   |
| Bạc        | August Neo | Berlin 1936         | Đấu vật     | Vật tự do hạng dưới nặng (nam)   |
| Đồng       | Arnold Luhaäär                                                                                                  | Berlin 1936         | Cử tạ       | Hạng nặng (nam)                  |
| Đồng       | Voldemar Väli                                                                                                   | Berlin 1936         | Đấu vật     | Vật cổ điển hạng nhẹ (nam)       |
| Đồng       | August Neo | Berlin 1936         | Đấu vật     | Vật cổ điển hạng dưới nặng (nam) |
| Vàng       | Erika Salumäe                                                                                                   | Barcelona 1992      | Xe đạp      | Nước rút (nữ)                    |
| Đồng       | 470 (xuồng) Ziegelmayer: Tõnu Tõniste – Toomas Tõniste                                                          | Barcelona 1992      | Thuyền buồm | Xuồng 470 đồng đội nam           |
| Vàng       | Erki Nool | Sydney 2000         | Điền kinh   | Mười môn phối hợp (nam)          |
| Đồng       | Aleksei Budõlin                                                                                                 | Sydney 2000         | Judo        | Hạng bán trung (nam) – 81 kg     |
| Đồng       | Indrek Pertelson                                                                                                | Sydney 2000         | Judo        | Hạng nặng (nam) 100+ kg          |
| Bạc        | Jüri Jaanson | Athens 2004         | Chèo thuyền | Chèo đơn hai mái (nam)           |
| Đồng       | Aleksander Tammert                                                                                              | Athens 2004         | Điền kinh   | Ném đĩa (nam)                    |
| Đồng       | Indrek Pertelson                                                                                                | Athens 2004         | Judo        | Hạng nặng (nam) +100 kg          |
| Vàng       | Gerd Kanter | Bắc Kinh 2008       | Điền kinh   | Ném đĩa (nam)                    |
| Bạc        | Tõnu Endrekson Jüri Jaanson                                                                                     | Bắc Kinh 2008       | Chèo thuyền | Chèo đôi hai mái (nam)           |
| Bạc        | Heiki Nabi | Luân Đôn 2012       | Đấu vật     | Vật cổ điển (nam) − 120 kg       |
| Đồng       | Gerd Kanter | Luân Đôn 2012       | Điền kinh   | Ném đĩa (nam)                    |
| Đồng       | Tõnu Endrekson, Andrei Jämsä, Allar Raja, Kaspar Taimsoo                                                        | Rio de Janeiro 2016 | Chèo thuyền | Chèo bốn người hai mái (nam)     |

### Thế vận hội Mùa đông
| Huy chương | VĐV                  | Thế vận hội              | Môn thi đấu           | Nội dung                  |
| ---------- | -------------------- | ------------------------ | --------------------- | ------------------------- |
| Vàng       | Andrus Veerpalu      | Thành phố Salt Lake 2002 | Trượt tuyết băng đồng | Trượt cổ điển 15 km (nam) |
| Bạc        | Andrus Veerpalu      | Thành phố Salt Lake 2002 | Trượt tuyết băng đồng | Trượt cổ điển 50 km (nam) |
| Đồng       | Jaak Mae             | Thành phố Salt Lake 2002 | Trượt tuyết băng đồng | Trượt cổ điển 15 km (nam) |
| Vàng       | Andrus Veerpalu      | Torino 2006              | Trượt tuyết băng đồng | Trượt cổ điển 15 km (nam) |
| Vàng       | Kristina Šmigun-Vähi | Torino 2006              | Trượt tuyết băng đồng | Trượt đuổi bắt 15 km (nữ) |
| Vàng       | Kristina Šmigun-Vähi | Torino 2006              | Trượt tuyết băng đồng | Trượt cổ điển 10 km (nữ)  |
| Bạc        | Kristina Šmigun-Vähi | Vancouver 2010           | Trượt tuyết băng đồng | Trượt tự do 10 km (nữ)    |